# Primavera (Francesc Miralles)
Primavera és una obra pictòrica del segle xix, realitzada pel pintor valencià Francesc Miralles (1848 – 1901) i conservada al Museu Nacional d'Art de Catalunya. L'obra, datada el 1896, és un oli sobre fusta, amb unes dimensions de 37,5 x 46 cm. La pintura, catalogada dins el tema «gènere i societat», va ser adquirida pel museu el 1896, a la Tercera Exposició de Belles Arts i Indústries Artístiques de Barcelona. Aquesta obra va ser seleccionada per al projecte Partage Plus. Digitising and Enabling Art Nouveau del portal Europeana.

## Descripció
Quant Francesc Miralles va arribar a París, tenia 18 anys. El pintor es va especialitzar, aleshores, en retratar dones elegants, de la burgesia parisenca, passejant tranquil·lament pels carrers i els parcs de la ciutat. Aquests temes refinats el farien mereixedor d'una gran popularitat.
Primavera és un exemple excel·lent de la pintura que Francesc Miralles realitzarà, a partir de 1893, en tornar a Barcelona. Tot i el canvi de domicili —i de ciutat, l'estil i la temàtica de Primavera són coherents amb la pintura que Miralles havia estat fent a París.
A l'obra es poden veure dones elegantment vestides que passegen per una plaça o avinguda on s'ha instal·lat un mercat de flors. L'escena recorda l'ambient de la Rambla de les Flors de Barcelona. No obstant això, la llunyania dels edificis que s'albiren en el fons, així com els sostres i teulades elevats que els cobreixen, fan pensar més aviat que es tracta d'un punt indeterminat de la capital francesa.